# 利耶尔瓦尔代站
利耶尔瓦尔代站（1926年前为Rembate）是拉脱维亚里加-陶格夫匹尔斯铁路线上的一个火车站。它位于維澤梅地区，利耶爾瓦爾代市镇的行政中心。

## 历史
第一座车站建于1861年里加-陶格夫匹尔斯铁路的建设期间，起初它的名字是（德語：Ringmundhofa）。第一次世界大战期间，车站遭到严重破坏，战后建筑被拆除。
1922年，一座名为雷姆巴泰的新车站大楼建成，成为拉脱维亚自1918年独立以来，最早新建的车站大楼之一。
第二次世界大战再次给原车站带来了严重的破坏，再次修复车站是不可能的，因此铁路方面在1950年建造了一座新的车站大楼，这座车站大楼一直保存到现在。